# The Virgin Tour
Tournées par Madonna
Who's That Girl Tour
(1987)
The Virgin Tour est la première tournée de l'artiste américaine Madonna. La tournée promeut ses deux premiers albums studio, Madonna (1983) et Like a Virgin (1984). Au début, la tournée devait être mondiale mais elle a été restreinte aux États-Unis et au Canada seulement. Warner Bros. décide de lancer Madonna dans une tournée après que Like a Virgin est devenu un succès commercial. Après son annonce officielle le 15 mars 1985, Madonna et son équipe commencent à travailler dessus. Madonna collabore avec la styliste Maripol pour les costumes. Les Beastie Boys signent pour faire l'acte d'ouverture, tandis que le producteur de musique Patrick Leonard signe pour être le directeur musical pour la tournée.
La scène a une forme circulaire et comporte des rampes tout autour avec des éclairages suspendus à environ dix mètres au-dessus de la scène. Quatre écrans géants entourent le périmètre extérieur de la scène sur trois côtés. La programmation comporte des chansons de Madonna et Like a Virgin ; les chansons sont interprétées par Madonna, qui est accompagnée de deux danseurs, car elle bouge énergiquement sur scène. Le spectacle finit par Madonna en robe de mariée, interprétant Like a Virgin et Material Girl.
The Virgin Tour reçoit des avis mitigés des critiques, mais un succès commercial. Dès que la tournée est annoncée, les tickets se vendent très bien. Macy's, un magasin de New York, est submergé par les acheteurs, qui achètent aussi des accessoires comme les boucles d'oreilles en forme de croix et des gants. Après la fin, The Virgin Tour a récolté plus de 5 millions de dollars et Billboard Boxscore rapporte plus de 3,3 millions de recettes. La tournée est filmée sur une cassette VHS intitulée Live: The Virgin Tour qui reçoit une certification d'or par la Recording Industry Association of America (RIAA). Avec le début de The Virgin Tour, les gens — principalement les femmes — se pressent pour porter les mêmes vêtements que Madonna. Cette frénésie sur Madonna donne naissance à un nouveau terme Madonna wannabe — un mot qui est finalement reconnu par le Dictionnaire Webster en mai 1991.

## Genèse

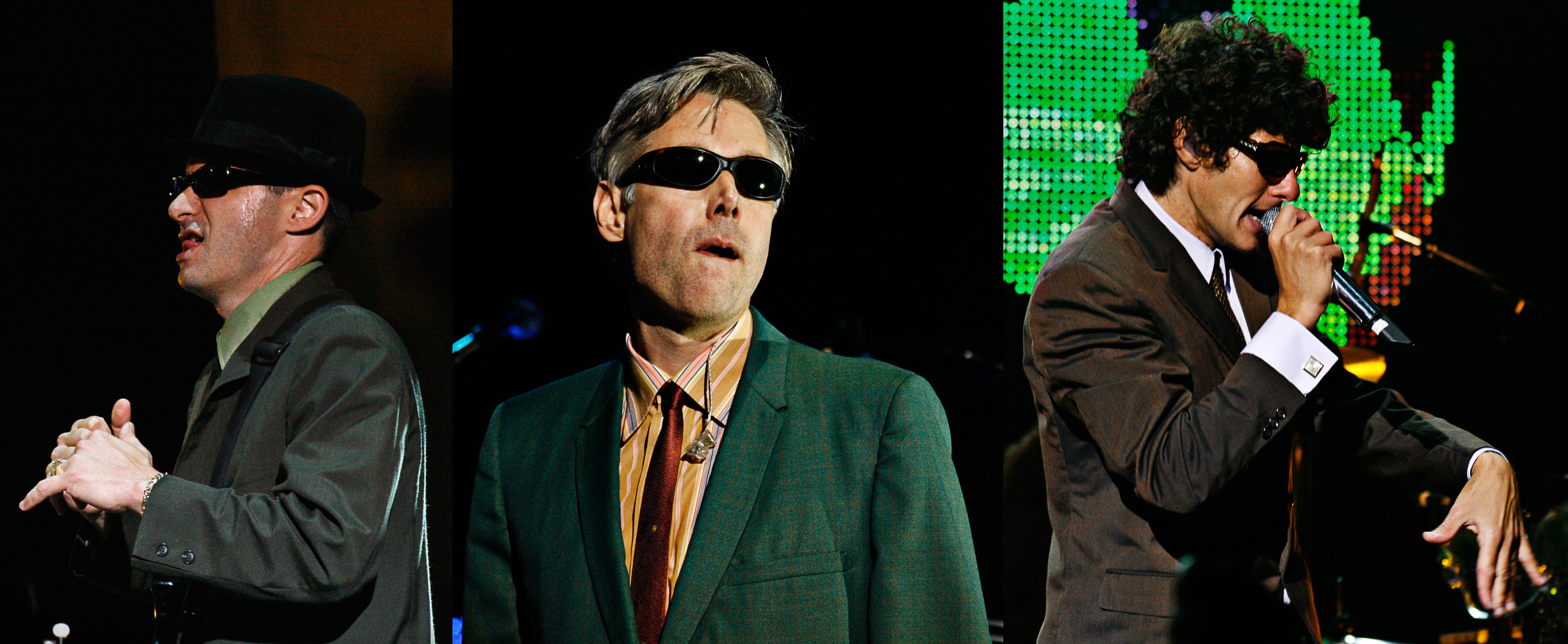
Les Beastie Boys font la scène d'ouverture de la tournée. Leurs prestations n'ont pas été bien reçues par le public et les critiques.

The Virgin Tour est officiellement annoncée le 15 mars 1985 par Warner Bros. Records. Avant la tournée, Madonna se présente publiquement uniquement dans des bals de soirée et des discothèques comme la Danceteria, CBGB's et Mudd Club, et uniquement pendant les MTV Video Music Awards où elle interprète Like a Virgin. Après le succès de son album Like a Virgin, le label veut augmenter le succès de ce disque en envoyant Madonna dans une tournée mondiale. Cependant, la tournée est limitée aux États-Unis et au Canada. Elle ne va ni en Europe, ni en Asie et ni dans les autres continents. Dès le début, il y avait des ambitions d'établir des dates au Japon et en Angleterre grâce au succès de Madonna dans ces deux pays, mais le programme final ne prend pas en compte cette idée. Des dates ont été ajoutées aux États-Unis et les concerts prévus dans des salles plus grandes grâce aux ventes écrasantes des tickets. Madonna est assez nerveuse de chanter devant un public énorme, et chante avec un groupe pour la première fois. Durant une interview avec Rolling Stone en 2009, Austin Scaggs demande à Madonna quelles ont été ses impressions et ses émotions pendant la tournée, car c'était la première fois qu'elle chantait dans des salles. Madonna répond :

« L'ensemble de cette tournée était dingue, parce que je vais de CBGB et Mudd Club aux salles de concert. J'ai chanté dans un petit théâtre de Seattle, et les filles portaient des jupes et des leggings et des gants en dentelle et des croix et grosses boucles d'oreilles. Je me suis dit : « C'est insensé ! » Après Seattle, tous les spectacles vont se passer dans de grandes salles. Je n'ai jamais fait une tournée en bus. Tout le monde dit que c'est vraiment bien. »

## Développement
Après que la tournée est confirmée, Madonna et son équipe commencent à travailler dessus. Madonna veut que ce soit « voyant et effronté, et une réflexion de son style de rue et attitude DGAF ». Commentant sur le développement, Madonna dit : « Normalement, je déteste les concerts où il y a juste un chanteur qui interprète, et un groupe débile qui joue en fond ; ou des spectacles dans lesquels un rocker s'arrache les poumons en criant et se jette sur la foule. C'est pourquoi, je veux quelque chose de différent, quelque chose de mémorable ». Pour le spectacle, Madonna collabore avec son amie styliste Maripol pour les costumes. Maripol gère une petite boutique nommée Maripolitan dans le Greenwich Village, où les dessins et vêtements sont décidés par elle et Madonna. Les répétitions du spectacle commencent fin février, avec des castings pour choisir les danseurs. Madonna veut spécifiquement des danseurs hommes, citant que « les déplacements provocants que je fais sur scène fonctionnent mieux avec des hommes à côté de moi ». En plus de promouvoir la tournée, Warner Bros. Entertainers Merchandise Management Corp. lance la collection Boy Toy, nommée d'après la ceinture que porte Madonna sur la couverture du disque de Like a Virgin. Elle comporte une ceinture rectangulaire avec les mots « Boy » et « Toy » en couleur or. Pour choisir le directeur musical de la tournée, le manager Freddy DeMann contacte le producteur Patrick Leonard, qui a juste terminé le Victory Tour de The Jackson Five. Tout d'abord, Leonard refuse, se sentant épuisé du Victory Tour, mais après avoir parlé avec Madonna au téléphone, il la trouve charmante, et signe pour la tournée.
« Ce sont de très mauvais garçons — ils disaient fuck tout le temps sur scène. Le public les sifflait tout le temps et ils disaient toujours aux gens d'aller se faire foutre. Je les aimais juste pour cela. Je ne comprenais pas pourquoi les gens les détestaient — Je pensais qu'ils étaient adorables ».
Beastie Boys, qui ont travaillé comme groupe d'ouverture pour le chanteur du groupe de John Lydon, ont signé pour faire la scène d'ouverture de la tournée. Adam Yauch, du groupe, se rappelle : « Un jour, Russell Simmons, cofondateur de Def Jam, vient et dit : « Hey, devine quoi — le manager de Madonna a appelé. Voulez-vous venir en tournée avec elle? » ». DeMann demande à d'autres groupes comme The Fat Boys, mais Simmons ne les manage pas et ment, en disant : « Oh, The Fat Boys ont un autre concert cette semaine. Qu'en est-il de Run-DMC ? » Mais ils sont trop chers selon DeMann, et les Beastie Boys sont finalement choisis. Adam Horovitz du groupe commente : « Nous ne connaissions pas beaucoup Madonna, mais nous avions tous l'habitude de traîner à la Danceteria donc nous nous connaissoins chacun. Je ne sais pas pourquoi elle a pensé que c'était une bonne idée [de faire la scène d'ouverture]. C'était une idée terrible. Mais c'était important pour elle dans un sens car nous étions si affreux à l'époque, lorsqu'elle est arrivée sur scène, le public a dû être content ». La scène circulaire de la tournée, comporte trois rampes autour du périmètre extérieur qui sont reliées l'une à l'autre. Un long escalier descend sur la scène depuis la rampe principale. Elle est flanquée du groupe. À environ dix mètres au-dessus de la scène, des haut-parleurs sont suspendus par une poutre circulaire. Quatre écrans géants entoure le périmètre extérieur de la scène sur trois côtés.

## Déroulement du concert
Le concert commence avec les Beastie Boys qui interprètent six de leurs chansons en 30 minutes. Ils sont accompagnés par un DJ qui scratche la musique, avec les Beastie Boys sautillant sur scène et faisant des gestes obscènes envers le public. Quand ils terminent leur prestation, les écrans du fond commencent à diffuser des images de Madonna dans ses clips. Le groupe — comportant des guitaristes, des bassistes et d'un batteur ainsi que joueurs de synthétiseurs — viennent au centre et la musique commence. La voix de Madonna déclare : « Quand j'étais petite, j'avais un rêve. Je voulais devenir une grande star. Je suis allé à New York. Je ne connaissais personne. Je voulais danser. Je voulais chanter... J'ai travaillé durement, et mon rêve est devenu réalité ». Quand le discours se termine, Madonna apparaît en haut des escaliers et porte un crop-top bleu, des leggings et des croix en collier et en boucles d'oreilles. Elle se pose sur les marches avant d'atteindre le microphone puis chante Dress You Up. Après avoir dansé sur la dernière note de la musique, Madonna et ses deux danseurs masculins vont en arrière de la scène lorsque la musique de Holiday commence. Elle prend un temps pour demander au public comment il se sent et déclare : « Je n'ai jamais été désignée comme une reine, mais je me sens comme cela maintenant » et commence à chanter Into the Groove, en jouant du tambourin. Une radiocassette est présente durant l'interprétation, Madonna s'assoit et joue avec, et la considère comme sa « boîte ». Elle continue avec Everybody, tout en demandant au public d'applaudir en même temps qu'elle. Quand elle termine sa prestation énergique d'Everybody, les lumières s'éteignent progressivement et l'introduction d'Angel démarre. Les lumières rotatives tombent sur scène. Madonna apparaît en haut des escaliers et les descend petit à petit. Durant le pont intermédiaire, ses danseurs et elle bougent énergiquement autour de la scène, tandis que des ballons blancs tombent sur eux. Madonna continue à chanter jusqu'à ce que les lumières s'éteignent à nouveau. Elle termine son interprétation et disparaît derrière la scène pour un changement de costume.
Elle réapparaît sur scène et porte un micro-top bordé et noir ainsi qu'une jupe similaire, avec son nombril exposé, et de nombreuses croix de différentes tailles, accrochées sur plusieurs parties de son corps. Au moment où l'intro de Gambler débute, Madonna se tient sur le côté et commence à danser énergiquement, tandis que les lumières tombent sur elle. Tout en chantant, elle ouvre sa veste quelquefois et enjambe parfois une structure en acier présent sur la scène. La prestation se termine quand Madonna saute sur le côté de la scène, au-dessus de la scène principale. Elle interprète ensuite deux chansons lentes — Borderline et Crazy for You — tout en touchant les mains du public. Madonna retourne vers le micro et chante Over and Over de Like a Virgin. Elle suit avec Burning Up où elle caresse un guitariste et disparaît finalement pour un autre changement de costume. Quand Like a Virgin commence, Madonna retourne sur scène en portant une robe de mariée, tenant un bouquet dans sa main et un long voile blanc derrière elle. Accessoirisée par un arc blanc en dentelle au-dessus de sa tête, des gants, elle porte aussi des crucifix sur sa ceinture et un autre sur une autre chaîne autour de son cou. Madonna demande au public : « Voulez-vous vous marier avec moi ? » et celui-ci répond affirmativement, elle leur jette le bouquet et commence à chanter. Madonna continue à chanter tout en se roulant sur le sol, et ajoute un extrait du single Billie Jean de Michael Jackson. Des ballons tombent à nouveau sur le public et relève son voile pour le jeter au public. Elle revient sur scène dans les bras d'un de ses danseurs, portant un bustier tubulaire et une jupe blanche serrée, portant un bouquet dans sa main gauche et de nombreuses guirlandes autour de son cou. Dans sa propre parodie du titre Material Girl, à la fin de l'interprétation, elle demande au public : « Pensez-vous réellement que je suis une fille matérielle ?… Je ne le suis pas… Prenez ça [Elle lance de la fausse monnaie]… Je n’ai pas besoin d’argent… J’ai besoin d’amour ». Puis, elle commence à se déshabiller, elle est arrêtée et emmenée vers les coulisses avec son père. À Détroit, Tony Ciccone lui-même lui fait les honneurs. Le concert se termine quand Madonna retourne sur scène pour récupérer son manteau de fourrure et fait une révérence.

## Accueil

### Critique
La tournée reçoit des avis mitigés de la critique. Jason Stratley de The Philadelphia Inquirer dit que « sur scène, remuant et se tortillant, une vision rock vidéo de désordre, les cheveux décolorés en blond, peau nue, des paillettes à motifs cachemire et des diamants bon marché sont la reine rock flash et trash Madonna. Voici les clones de Madonna — elle se transforme en légende ». Jeff Sewald de Pittsburgh Post-Gazette trouve que « le mode d'opération [de la tournée] est clair. Madonna ne vend pas seulement sa musique à une foule d'adolescents et d'adultes, mais elle se vend elle-même et le paquet entier s'avère être une joie pour les 14 500 fans hurlants. [...] Le Virgin Tour de Madonna déchire le couvercle de la sexualité de Pittsburgh ». Rachel Lee de The Sacramento Bee trouve que « plus qu'aucune autre star pop dans la mémoire récente, même Boy George et Prince, Madonna est une image. Son concert de mardi soir, aussi bien exécuté professionnellement que chorégraphié qu'il peut l'être, n'a rien fait pour lui donner plus de dimension que les deux déjà présentes sur elle ». Arthur Daniels de Lexington Herald-Leader trouve que « Madonna était triste, mais les fans étaient ravis quand la star rock blonde a fait sa première apparition dans un concert majeur pour lancer son Virgin Tour. [...] Elle était blanche et ne leva pas les yeux en passant devant les fans qui se rassemblaient devant la scène avant le spectacle ». Robert Hilburn de Los Angeles Times commente : « Madonna représente une figure de fantaisie contemporaine qui relance le glamour, l'innocence et la sexualité brute et beaucoup des propres héros de Madonna, incluant Marilyn Monroe et James Dean. Comme Monroe, Madonna fait le portrait d'une bimbo, mais elle n'est clairement pas molle. Bien que le public soit sur ses pieds, il semble que Madonna soit exploitée sous son potentiel dans ce format pop. C'est important de démontrer qu'elle peut se contrôler elle-même en direct, mais la simplicité des concerts pop ne commence pas à s'imposer sur son ambition ou son talent.En fait, elle a si peu à faire d'autre qu'exprimer son agressivité, son attitude sexy que le spectacle semble long d'un peu plus d'une heure ». Heidi Sherman de Spin commente : « The Virgin Tour est le premier concert de Madonna, elle le met déjà dans la même classe que Prince et Bruce Springsteen. Il prouve que Madonna est au-delà du réel. Et si sa présence sur scène indique qu'elle est plus showgirl que musicienne, au moins elle savait attirer son attention pour l'époque post-féministe de MTV. Boy Toy ? Non exactement. Elle est une star pop de bonne foi dans le processus pour devenir une icône culturelle ».
Laura Fissinger de South Florida Sun-Sentinel trouve que « Virgin Tour constitue Madonna encore plus qu'une bimbo, plutôt que la femme forte et indépendante, celle que les gens pensent être ». David O'Reilly de Philadelphia Daily News dit qu'avec le concert « Madonna prouve une fois de plus pourquoi elle est qualifiée de « bimbo sans talent », cela a été de la camelote totale ». Richard Defendorf d'Orlando Sentinel donne une critique positive, en « que le Virgin Tour de Madonna a été agréable et pose son charme des clips vidéos dans les interprétations scéniques ». Maya Hatoray de The Miami Herald dit que nous « savons que Madonna est sexy, beau de manière exotique et ses chansons funk/pop nous donne envie de danser, mais sur scène, elle est extrêmement docile comparée à son personnage novice dans ses vidéoclips. Elle est comme la fille à papa ». Mary Edgar Smith de The Atlanta Journal-Constitution observe qu'« il était évident de par les vêtements des jeunes filles aux derniers du Virgin Tour à Tampa et Orlando, que la jeune chanteuse de 26 ans a donné plus de musique au monde que les autres l'on fait. Elle sera une force sur laquelle on peut compter ». Stephen Holden de The New York Times commente : « Alors que ses fans pubescents l'acclament d'un air approbateur, la manipulation de la star de tels symboles comme la robe de mariée, une croix, de la fourrure et des bijoux deviennent un psychodrame commun allègre. Madonna a apporté des jeux traditionnels de déguisements de petite fille et a joué avec les poupées (elle-même étant un modèle) dans l'époque de la télévision en le transformant en un spectacle public ». Une critique de Variety par John Gleeson dit que « le chant de Madonna était comme une bande originale à un affichage d'elle-même plus viscéral, son personnage, sa danse non-stop et son audace sexuel étonnement explicite, qui inclut un orgasme visuel — pour ainsi dire — aux autres chansons ». Paul Grein de Billboard dit que « le spectacle de Madonna est élégant, bien rythmé et toujours divertissant ».

### Commercial
Dès que la tournée est annoncée, les tickets commencent à se vendre un peu partout. À San Francisco, un ticket se vend toutes les dix secondes environ. Les 17 672 tickets du spectacle de Madonna au Radio City Music Hall de New York se vendent complètement en un temps record de 34 minutes. Les 18 000 tickets deux spectacles à l'UIC Pavilion de Chicago ont été vendus en un seul jour. À Philadelphie, les 31 000 tickets se vendent en moins de quatre heures. Avec les ventes des tickets, divers produits de la tournée se vendent rapidement : des T-shirts, posters et magazines promotionnels avec une photo de Madonna sont achetés par les fans, même si certains de ces produits sont surévalués par rapport à la valeur du marché. Après la fin des concerts, The Virgin Tour rapporte 5 millions de dollars, et le Box Office de Billboard signale 3,3 millions de recettes.

## Enregistrements
En 1985, la vidéo Live – The Virgin Tour, filmée à Détroit, termine la tournée. Angel, Borderline et Burning Up font partie de la programmation mais ne sont pas incluses dans la vidéocassette. Elle est certifiée or par la Recording Industry Association of America (RIAA) pour la vente de 50 000 exemplaires et reçoit le prix « Video Software Dealers » pour la meilleure vidéo en septembre 1986.Cette cassette reçoit des avis mitigées de la presse. Annie Temple de Philadelphia Daily News dit que le film « n'est pas flatteur » et « est un travail négligé ». Dennis Hunt de Los Angeles Times dit que « la vidéo est parfois distrayante et floue, je me demande ce qui s'est passé durant l'enregistrement. Les orientations sont maladroites, particulièrement quand le public touche la main de Madonna. Est-il vraiment nécessaire de montrer un fan inattendu sur scène? ». Terry Atkinson du même journal dit : « Cela fait suivre le concert typique en format vidéo de quelqu'un assis aux meilleures places de la salle et laisse l'aura d'une chanteuse supérieure capturer vos sens ». Sylvia Chase de The Wichita Eagle pense « voir Madonna sur scène et la voir d'en bas, enfermée dans une vidéocassette personnelle de la tournée est totalement différent. L'énergie, les mouvements, la provocation — tout vous capture encore plus ». La vidéo débute à la quatorzième place du classement Top Music Videocassettes de Billboard le 7 décembre 1985 et atteint la onzième la semaine suivante. La vidéo commence à avoir une montée lente, et sur le numéro du 18 janvier 1986, elle est numéro un, remplaçant Prince & The Revolution: Live de The Revolution. Le 24 mai 1986, la vidéo revient dans le top 10, à la seconde position. Elle reste présente dans le classement pendant 65 semaines. Live – The Virgin Tour réalise les meilleures ventes de vidéocassettes musicales en 1986. La vidéo est certifiée deux fois platine par la Recording Industry Association of America (RIAA) pour la vente de 100 000 exemplaires et reçoit le prix « Video Software Dealers Award » pour la vidéo musicale la plus populaire en septembre 1986,.

## Postérité
Lorsque la tournée commence, les gens — spécialement des femmes — se pressent pour porter les mêmes vêtements que Madonna. Debbi Voller, auteur de Madonna: The Style Book, observe que « des centaines de milliers de jeunes filles sont venues au concert habillées comme elle, avec des cheveux ébouriffés et décolorés, des hauts transparents, des gants en dentelle et des croix. Les magazines et les émissions de télévision font des compétitions sosies ». Cette frénésie concernant Madonna donne lieu à un nouveau terme appelé Madonna wannabe — un mot qui est officiellement reconnu par le dictionnaire Webster en mai 1991. Madonna est mystifiée comme la raison pour laquelle toutes les femmes voulaient copier son look. Elle commente :

« Je n'ai jamais pensé devenir un modèle. Je suis une femme forte, une femme avec succès, et je ne correspond pas à un stéréotype. Pour les femmes, il a longtemps été dit qu'il y a certaines façons qu'elles ne doivent pas regarder si elles veulent avancer dans leurs vies. Et là je m'habillais d'une façon interdite et pourtant de toute évidence en charge de ma vie. C'est alors que j'ai compris pourquoi elles étaient toutes là dans leurs sièges, habillées comme moi. »

Alors que la tournée se déroule, l'industrie de lingerie américaine indique que leur chiffre d'affaires augmente soudainement de 40 % et l'image de Madonna est responsable du renouveau des sous-vêtements. Sam Gower de Rolling Stone commente que : « dans les années 60, les femmes ont brulé leurs soutiens-gorge, maintenant elles en portent cinq à la fois, et montrent leurs nombrils. Madonna a fait pour le corset et la croix ce que le punk a fait pour l'épingle à nourrice. Le magasin Macy's est rempli de clients qui achètent des accessoires comme les croix en boucles d'oreilles et les mitaines ». La demande est si énorme que Macy's doit remplir la marchandise tout le temps. Les singeries subversives de Madonna dans la tournée provoquent de la fougue parmi la presse. Rolling Stone dit : « Comme Marilyn Monroe, Madonna incarne et défend une vision de la sexualité féminine, et comme Monroe, elle est souvent rejetée comme artiste ». Suzanne Ferriss, auteur de On Fashion, dit que « The Virgin Tour illustre le désir étendu de Madonna de traiter les garçons comme jouets et sa ceinture de chasteté se détache de sa propre fantaisie et désir. Ses numéros de danse avec les hommes durant la tournée les montre soulignés, les accessoires avec lesquels elle joue et domine totalement ».

## Scènes d'ouverture
- The Beastie Boys[b 3]
- Run-DMC (certains concerts)[b 3]

## Programme[20]
1. Dress You Up
2. Holiday
3. Into the Groove
4. Everybody
5. Angel
6. Gambler
7. Borderline
8. Lucky Star
9. Crazy for You
10. Over and Over
11. Burning Up
12. Like a Virgin (contient des extraits de Billie Jean)
13. Material Girl

## Dates de la tournée
| Date          | Ville               | Pays       | Lieu                            |
| ------------- | ------------------- | ---------- | ------------------------------- |
| 10 avril 1985 | Seattle             | États-Unis | Paramount Theatre               |
| 12 avril 1985 | Seattle             | États-Unis | Paramount Theatre               |
| 13 avril 1985 | Seattle             | États-Unis | Paramount Theatre               |
| 15 avril 1985 | Portland            | États-Unis | Arlene Schnitzer Concert Hall   |
| 16 avril 1985 | Portland            | États-Unis | Arlene Schnitzer Concert Hall   |
| 19 avril 1985 | San Diego           | États-Unis | SDSU Open Air Theatre           |
| 20 avril 1985 | San Diego           | États-Unis | SDSU Open Air Theatre           |
| 21 avril 1985 | Costa Mesa          | États-Unis | Pacific Amphitheatre            |
| 23 avril 1985 | San Francisco       | États-Unis | San Francisco Civic Auditorium  |
| 26 avril 1985 | Los Angeles         | États-Unis | Universal Amphitheatre          |
| 27 avril 1985 | Los Angeles         | États-Unis | Universal Amphitheatre          |
| 28 avril 1985 | Los Angeles         | États-Unis | Universal Amphitheatre          |
| 30 avril 1985 | Tempe               | États-Unis | ASU Activity Center             |
| 3 mai 1985    | Dallas              | États-Unis | Dallas Convention Center        |
| 4 mai 1985    | Houston             | États-Unis | Hofheinz Pavilion               |
| 5 mai 1985    | Austin              | États-Unis | Frank Erwin Center              |
| 7 mai 1985    | La Nouvelle-Orléans | États-Unis | UNO Lakefront Arena             |
| 9 mai 1985    | Tampa               | États-Unis | USF Sun Dome                    |
| 10 mai 1985   | Orlando             | États-Unis | Orange County Convention Center |
| 11 mai 1985   | Pembroke Pines      | États-Unis | Hollywood Sportatorium          |
| 14 mai 1985   | Atlanta             | États-Unis | The Omni                        |
| 16 mai 1985   | Cleveland           | États-Unis | Public Hall                     |
| 17 mai 1985   | Lexington           | États-Unis | Cincinnati Gardens              |
| 18 mai 1985   | Chicago             | États-Unis | UIC Pavilion                    |
| 20 mai 1985   | Chicago             | États-Unis | UIC Pavilion                    |
| 21 mai 1985   | Saint Paul          | États-Unis | St. Paul Civic Center           |
| 23 mai 1985   | Toronto             | Canada     | Maple Leaf Gardens              |
| 25 mai 1985   | Détroit             | États-Unis | Cobo Arena                      |
| 26 mai 1985   | Détroit             | États-Unis | Cobo Arena                      |
| 28 mai 1985   | Pittsburgh          | États-Unis | Pittsburgh Civic Arena          |
| 29 mai 1985   | Philadelphie        | États-Unis | The Spectrum                    |
| 30 mai 1985   | Hampton             | États-Unis | Hampton Coliseum                |
| 1er juin 1985 | Columbia            | États-Unis | Merriweather Post Pavilion      |
| 2 juin 1985   | Worcester           | États-Unis | Worcester Centrum               |
| 3 juin 1985   | New Haven           | États-Unis | New Heaven Coliseum             |
| 6 juin 1985   | New York            | États-Unis | Radio City Music Hall           |
| 7 juin 1985   | New York            | États-Unis | Radio City Music Hall           |
| 8 juin 1985   | New York            | États-Unis | Radio City Music Hall           |
| 10 juin 1985  | New York            | États-Unis | Radio City Music Hall           |
| 11 juin 1985  | New York            | États-Unis | Radio City Music Hall           |

### Box Office
| Ville         | Lieu                            | Tickets vendus / Disponibles | Recettes    |
| ------------- | ------------------------------- | ---------------------------- | ----------- |
| San Diego     | SDSU Open Air Theatre           | 8 696/8 696 (100 %)          | 124 773 $   |
| Costa Mesa    | Pacific Amphitheatre            | 18 765/18 765 (100 %)        | 297 473 $   |
| San Francisco | San Francisco Convention Center | 8 500/8 500 (100 %)          | 127 500 $   |
| Tempe         | ASU Activity Center             | 10 013/10 013 (100 %)        | 133 427 $   |
| Dallas        | Dallas Convention Center        | 8 717/8 717 (100 %)          | 130 735 $   |
| Houston       | Hofheinz Pavilion               | 7 300/7 300 (100 %)          | 101 880 $   |
| Tampa         | USF Sun Dome                    | 8 400/8 400 (100 %)          | 125 415 $   |
| Orlando       | Orange County Convention Center | 10 596/10 596 (100 %)        | 154 275 $   |
| Atlanta       | The Omni                        | 14 843/14 843 (100 %)        | 215 760 $   |
| Toronto       | Maple Leaf Gardens              | 16 000/16 000 (100 %)        | 238 264 $   |
| Détroit       | Cobo Arena                      | 24 382/24 382 (100 %)        | 332 780 $   |
| Pittsburgh    | Pittsburgh Civic Arena          | 15 600/15 600 (100 %)        | 219 210 $   |
| Philadelphie  | The Spectrum                    | 31 384/31 384 (100 %)        | 474 696 $,  |
| Worcester     | Worcester Centrum               | 11 981/11 981 (100 %)        | 177 515 $   |
| New Haven     | New Haven Colisseum             | 10 190/10 190 (100 %)        | 153 856 $   |
| New York City | Radio City Music Hall           | 17 538/17 538 (100 %)        | 294 050 $   |
|               | TOTAL                           | 222 905/222 905 (100 %)      | 3 301 609 $ |

## Crédits
- Madonna - interprète
- Ian Knight - scénographe
- Brad Jeffries - chorégraphe
- Patrick Leonard - claviers
- Billy Meyers - claviers
- Jonathan P. Moffet - batteries
- Bill Lanphier - guitare basse/synthé basse
- James Harrah - guitares
- Paul Pesco - guitares
- Michael Perea - danseur
- Lyndon B. Johnson - danseur
- Freddy DeMann - gestion pour Weisner-DeMann Entertainment
- Dave Kob - mixage audio
- Maripol - designer costume

## Compléments